# 黎明的眼睛
《黎明的眼睛》（：／）是韓國文化廣播公司於1991年10月7日至1992年2月6日期間播放的水木劇，亦是創台30週年特別計劃連續劇。根據韓國著名作家金聖鍾的同名小說改編，以1943年朝鮮日治時期末期至1953年韓戰結束時3個韓國人的故事作為主題，故事內容穿插中國抗日戰爭時期的中華民國，部份外景赴中國大陸、菲律賓和塞班島取景，由金鍾學執導，宋智娜編劇，蔡時那、朴相元、崔宰誠、高賢廷主演。 
此劇播出後收視率最高達58.4%，至今仍是韓國人最想重溫的劇集之一。1995年開始於台灣中視播出，劇名訂為《慰安婦的情人》，是中視首次引進韓劇。2006年在韓國推出DVD-Video。

## 演員

### 主要人物
- 蔡時那 飾 尹麗玉
- 朴相元 飾 張河林
- 崔宰誠 飾 崔大治

### 其他人物
- 崔佛岩 飾 尹洪喆（麗玉的父親）
- 鄭浩根 飾 權東鎮
- 朴根瀅 飾 崔斗一
- 高賢廷 飾 安明智
- 吳娟受 飾 李鳳順
- 朴仁煥 飾 久保田
- 林玄植 飾 黃誠哲
- 田　雲 飾 黃大將
- 朴用收 飾 李柱漢
- 洪性民 飾 郭春富
- 李昌煥 飾 李承晚
- 李大路 飾 安在鴻
- 邊希峰 飾 朴春琴
- 崔明秀 飾 趙炳玉
- 李熙道 飾 吳夏羅
- 韓石圭 飾 西北青年團員
- 任昌丁 飾 吉修

## 獲獎
- 1992年第28屆百想藝術大賞
  - TV部門-大賞
  - TV部門-作品賞
  - TV部門-男子最優秀演技賞：崔宰誠
  - TV部門-女子最優秀演技賞：蔡時那
  - TV部門-人氣獎：朴相元
  - TV部門-導演獎：金鍾學
  - TV部門-技術獎：趙秀賢
- 1991年MBC演技大賞
  - 男、女子最優秀演技獎：蔡時那、崔宰誠
- 1992年韓國放送大賞
  - TV部門-最優秀作品獎

## 外部連結
- 韓國MBC官方網站（页面存档备份，存于）

| MBC 水木劇                              | MBC 水木劇                                | MBC 水木劇 |
| --------------------------------------- | ----------------------------------------- | ---------- |
|                                         | 黎明的眼睛 (1991年10月7日 - 1992年2月6日) |            |
| 鵲與兒媳 (1991年1月2日 - 1991年10月3日) | 日出峰 (1992年2月12日 - 1992年10月29日)   |            |